# Mochowo (gemeente)
De gemeente Mochowo is een landgemeente in het Poolse woiwodschap Mazovië, in powiat Sierpecki.
De zetel van de gemeente is in Mochowo.
Op 30 juni 2004 telde de gemeente 6309 inwoners.

## Oppervlakte gegevens
In 2002 bedroeg de totale oppervlakte van gemeente Mochowo 143,57 km², waarvan:
- agrarisch gebied: 79%
- bossen: 14%

De gemeente beslaat 16,83% van de totale oppervlakte van de powiat.

## Demografie
Stand op 30 juni 2004:
| Omschrijving                   | Totaal | Totaal | Vrouwen | Vrouwen | Mannen | Mannen |
| ------------------------------ | ------ | ------ | ------- | ------- | ------ | ------ |
| eenheid                        | aantal | %      | aantal  | %       | aantal | %      |
| inwoners                       | 6309   | 100    | 3178    | 50,4    | 3131   | 49,6   |
| bevolkingsdichtheid (inw./km²) | 43,9   | 43,9   | 22,1    | 22,1    | 21,8   | 21,8   |

In 2002 bedroeg het gemiddelde inkomen per inwoner 1496,77 zł.

## Administratieve plaatsen (sołectwo)
Adamowo, Bendorzyn, Bożewo, Bożewo Nowe, Cieślin, Dobaczewo, Dobrzenice Małe, Florencja, Gozdy, Grabówiec, Grodnia, Kapuśniki, Kokoszczyn, Ligowo, Ligówko, Lisice Nowe, Łukoszyn, Łukoszyno-Biki, Malanowo Nowe, Malanowo Stare, Malanówko, Mochowo, Mochowo-Dobrzenice, Mochowo-Parcele, Myszki-Żabiki, Obręb, Osiek, Romatowo, Rokicie, Sulkowo-Bariany, Sulkowo Rzeczne, Śniechy, Załszyn, Zglenice-Budy, Zglenice Duże, Zglenice Małe, Żółtowo, Żuki, Żurawin, Żurawinek.

## Aangrenzende gemeenten
Brudzeń Duży, Gozdowo, Sierpc, Skępe, Tłuchowo